# Déconvolution

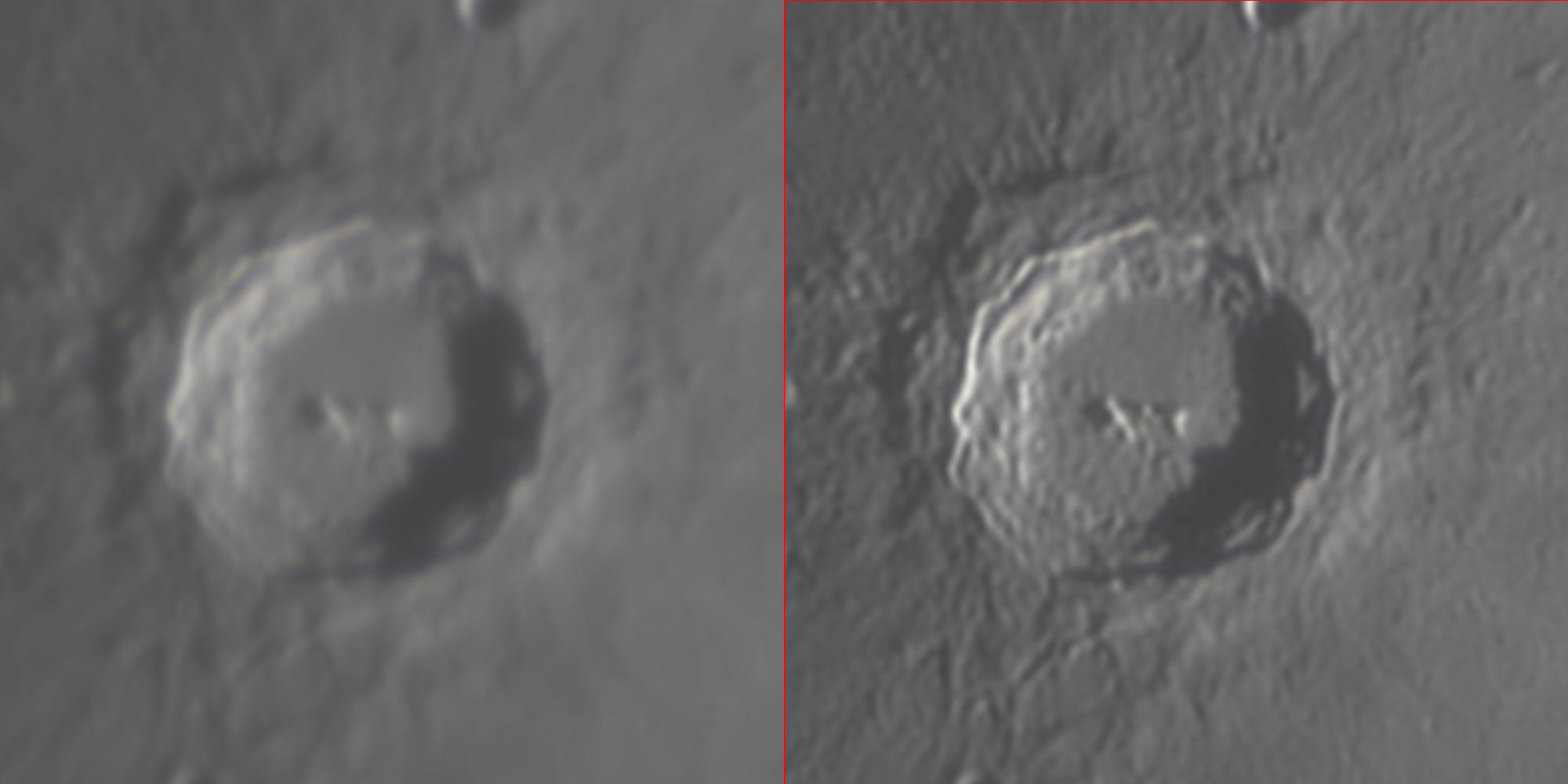
Mosaïque de photos du cratère Copernic avant et après déconvolution avec la méthode Lucy Richardson. Aucun autre traitement n'a été effectué.

En mathématiques, la déconvolution est un procédé algorithmique destiné à inverser les effets de la convolution. Le concept de déconvolution est largement utilisé en traitement du signal et traitement d'image, notamment en microscopie et astronomie.

## L'objectif de la déconvolution
Le problème est de déterminer la solution f d'une équation de la forme :
{\displaystyle f*g=h\,}
On note ici par h un signal tel qu'il est acquis et f le signal que l'on désire estimer ou restaurer, mais qui a été convolué par une réponse impulsionnelle g lors de l'acquisition. La réponse impulsionnelle est souvent (surtout en traitement d'image) aussi nommée fonction d'étalement du point (point spread function ou PSF en anglais).
Lorsque l'on a affaire à un processus physique d'acquisition, la mesure h est souvent entachée d'un bruit de mesure ε :
{\displaystyle (f*g)+\varepsilon =h\,}
L'opération de déconvolution sera rendue plus difficile par la présence de « bruit ». L'application de l'inverse analytique de déconvolution (en convoluant par la fonction de Green) donnera un résultat de mauvaise qualité. Il est alors nécessaire d'inclure la connaissance statistique du bruit et du signal pour améliorer le résultat, en utilisant par exemple le filtre de Wiener.
Il existe donc en traitement du signal un grand nombre de méthodes de déconvolution basées sur différents types d'a priori et donc adaptées à des applications variées.

## En microscopie optique
La déconvolution permet d'améliorer la résolution et le bruit des images en microscopie de fluorescence. La déconvolution nécessite normalement la connaissance de la fonction d'étalement du point / PSF, qui est propre à l’instrument (c.-à-d. au microscope). 
Elle peut être mesurée, souvent utilisant des nanobilles fluorescentes, ou déterminée théoriquement. 
Il existe aussi des algorithmes itératifs de déconvolution aveugle (anglais : blind deconvolution), qui ne requièrent aucune connaissance a priori de la fonction d'étalement du point. Les derniers essayent d’estimer la fonction d'étalement du point et nécessitent d’imposer quelques contraintes (par exemple des intensités positives, etc.).

## Abus de langage
Le terme « déconvolution » est parfois utilisé de manière abusive pour décomposer une fonction en deux sous-fonctions même si l'opération n'est pas une convolution. Par exemple, en diffractométrie X, on considère souvent qu'un pic I(2θ) est la somme d'une fonction gaussienne et d'une fonction lorentzienne :
I(2θ) = G(2θ) + L(2θ)

L'opération consistant à trouver les paramètres des fonctions G et L à partir des valeurs mesurées de I est donc une désommation, mais est appelée abusivement « déconvolution » par les utilisateurs.
En électrochimie l'impédance d'un circuit électrique équivalent d’une réaction électrochimique est souvent considérée comme la somme de l'impédance de plusieurs circuits électriques.  L'opération consistant à trouver les paramètres des différentes impédances à  partir du graphe de l'impédance totale est donc une désommation, mais est parfois appelée abusivement «déconvolution» par les utilisateurs.

#### Présentations
- Utilisation de la déconvolution pour annuler un important bougé en photographie suite et résultats Plein d'illustrations, pas de formules mathématiques!
- « Flash presentation of blind deconvolution and source separation problem »(Archive.org • Wikiwix • Archive.is • Google • Que faire ?) (consulté le 8 avril 2013)
- 3D simulations of deconvolution applied to Digital Room Correction
- Deconvolution Explanation and Examples
- Explications simples de la dé convolution

#### Didacticiels
- Deconvolution in optical microscopy
- A summary of blind deconvolution techniques.
- Biophotonics article on deconvolution (PDF)
- Deconvolution Tutorial

#### Utilisations en astronomie
- Un masque codé pour sonder le passé